# Elijah Lewis Forrester

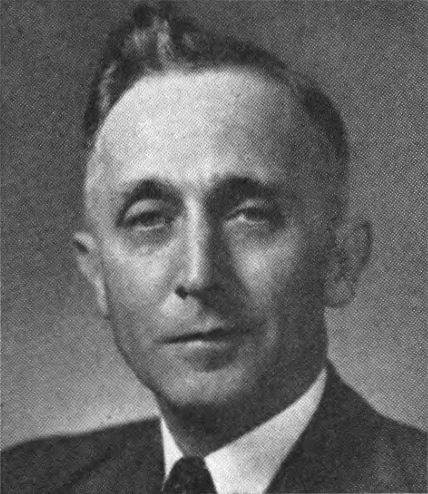
Tic Forrester (1955)

Elijah Lewis „Tic“ Forrester (* 16. August 1896 bei Leesburg, Lee County, Georgia; † 19. März 1970 in Albany, Georgia) war ein US-amerikanischer Politiker. Er vertrat den Bundesstaat Georgia als Abgeordneter im US-Repräsentantenhaus.

## Werdegang
Elijah Forrester wurde 1896 auf einer Farm in der Nähe von Leesburg geboren. Er besuchte dort die öffentliche Schule. Anschließend studierte er Jura und bekam 1917 seine Zulassung als Anwalt. Während des Ersten Weltkrieges verpflichtete er sich als einfacher Soldat in der US Army. Nach dem Krieg begann er 1919 in Leesburg mit seiner Tätigkeit als Anwalt. Anschließend war er Rechtsanwalt am Stadtgericht von Leesburg zwischen 1920 und 1933. Des Weiteren war er Bürgermeister von Leesburg zwischen 1922 und 1931. Ferner wurde er 1928 Staatsanwalt im Lee County. Diese Tätigkeit übte er bis 1937 aus. Danach wurde er Generalstaatsanwalt des südwestlichen Gerichtsbezirks zwischen 1937 und 1950.
Forrester nahm 1948 und 1952 als Delegierter an den Democratic National Conventions teil. Des Weiteren wurde er als Demokrat in den 82. und die sechs nachfolgenden Kongresse gewählt. Seine Amtszeit belief sich vom 3. Januar 1951 bis zum 3. Januar 1965. Anschließend entschloss er sich nicht noch einmal für den 89. Kongress zu kandidieren. Er kehrte zu seiner Tätigkeit als Anwalt in Leesburg zurück.
In seiner Amtszeit im Kongress beteiligte er sich an der Verfassung des Southern Manifesto, das sich gegen die Rassenintegration an öffentlichen Einrichtungen aussprach. Elijah Forrester starb am 19. März 1970 in Albany. Er wurde auf dem Friedhof von Leesburg beigesetzt.